# Jozsef Molnar (musicien)
Pour les articles homonymes, voir Jozsef Molnar.
 (avril 2022).
Jozsef Molnar, né en 1931 à Debrecen et décédé à Ollon le 24 février 2022, était un joueur de cor des Alpes, corniste et enseignant vaudois, d'origine hongroise

## Biographie
Jozsef Molnar découvre le violon à l'âge de sept ans puis abandonne cet instrument qu'il juge trop difficile pour se mettre, à douze ans, à la guitare et au banjo. Il cherche ensuite un instrument « différent », dit-il, et choisit, à l'âge de quatorze ans, le cor d'harmonie. Deux ans plus tard, il entre comme volontaire dans la fanfare militaire de Tata, près de Budapest, et reçoit la permission de continuer ses études musicales durant les trois années de service militaire obligatoire. Durant cette période, il suit à Györ les cours de Ferenc Somorjai, à Budapest ceux du professeur Romagnoli et à Rome ceux de Domenico Ceccarossi. Il est ensuite engagé sur concours comme corniste au théâtre de Györ et poursuit ses études à Vienne auprès de Gottfried von Freiberg. Début 1956, il remporte le Premier Prix Béla Bartok. Jozsef Molnar se rend ensuite à Vienne où il intègre le Philarmonia Hungarica, un orchestre composé de réfugiés hongrois, tout en prenant des leçons au Conservatoire de Paris auprès de Jean Devémy. Deux ans plus tard, il répond à une annonce parue dans le journal du syndicat des musiciens pour un poste de premier cor solo à l'Orchestre de chambre de Lausanne (OCL) et est engagé par son fondateur Victor Desarzens. Jozsef Molnar s'installe alors à Lausanne et s'inscrit au Conservatoire de musique de Genève dans la classe d'Edmont Leloir. Il en sort avec un diplôme de virtuosité avec distinction.
Jozsef Molnar joue à l'OCL durant trente-huit ans, de 1958 à sa retraite en 1996, et enseigne jusqu'à cette date le cor au Conservatoire de Lausanne. Il forme des ensembles et donne régulièrement des récitals en Suisse et à l'étranger. Il forme, par exemple, un duo cor et piano avec Michel Perret, un duo avec plusieurs organistes d'églises, tel André Luy, avec lequel il donne des concerts dans la cathédrale de Lausanne. Il joue en trio avec ténor et piano ou avec le violoniste suisse Hans-Heinz Scheeberger, avec plusieurs collègues de l'OCL dans le Quintette à vents Romand et il fonde avec ses élèves le Quatuor de cors de Lausanne.Cependant, il découvre à la fin des années 1960 le cor des Alpes qui l'enthousiasme. Il donne son premier concert sur cet instrument en 1971, à la chapelle de Chambésy (GE) avec un organiste. En parallèle de son poste à l'OCL, il consacre progressivement ses activités musicales, comme soliste et professeur, à cet instrument naturel. Il n'hésite pas à se faire accompagner du piano, de la harpe ou de l'orgue et c'est à Jozsef Molnar qu'est due l'introduction de l'instrument populaire et symbolique dans les églises et salles de concert. Il donne plus de mille concerts en tant que soliste, faisant connaître le cor des Alpes au Japon, en Hongrie, Autriche, Espagne, Hollande, France, Italie, Allemagne, Afrique du Sud, Taïwan et Israël. Il a joué sous la direction de chefs renommés, par exemple, sous la baguette d'Eugène Ormandy avec le Philadelphia Orchestra, et sous la direction d'Urs Schneider avec, entre autres, l'Haifa Symphony Orchestra. Jozsef Molnar a également été invité au Festival de Salzbourg avec l'orchestre String Luzern, et a donné plusieurs concerts avec l'English Chamber Orchestra dirigé par Yehudi Menuhin. On le sollicite en Suisse pour accompagner Bernard Romanens lors de la Fête des Vignerons de 1977, dans un moment très émouvant.Toujours soucieux de promouvoir son instrument, Jozsef Molnar est le premier à inviter des compositeurs tels Jean Daetwyler, Etienne Isoz, Gottfried Aegler ou Hans-Jürg Sommer ou Ferenc Farkas, à écrire pour son instrument. En 1998, il est cofondateur avec Francis Scherly de l'Académie suisse de cor des Alpes qui regroupe plus de cent vingt membres actifs en provenance de cinq pays. Il donne chaque année des cours d'été dans les grandes stations de Suisse et de l'étranger et consacre également beaucoup de temps à la composition d'études et d'exercices pour ses élèves; citons, parmi ces cahiers, sa Grande méthode de cor des Alpes (150 pages) éditée par Marc Reift à Crans-Montana. En outre, son Schweizer Alphornbläserinnen Ensemble, qui rassemble une vingtaine de musiciennes, a été invité en 2000 par le Montreux Jazz Festival.Enfin, Jozsef Molnar fonde en 2001, avec l'accordéoniste Maryse Zeiter, le duo "May-Jo", avec lequel il donne des concerts et a enregistré à ce jour, trois CD.
Membre d'honneur de l'Académie suisse de cor des Alpes, Jozsef Molnar a longtemps poursuivi son enseignement et ses activités musicales à Ollon.

## Sources
- « Jozsef Molnar », sur la base de données des personnalités vaudoises sur la plateforme « Patrinum » de la Bibliothèque cantonale et universitaire de Lausanne.
- Lambert, Martine, "Le coup de cor de Jozsef Molnar", Le Temps, 1998/07/10
- Béda, Claude, "Son cor des Alpes dans un philharmonique", 24 Heures, 2007/07/19, p. 22
- Béda, Claude, "La master class de cor des Alpes fait son show", 24 Heures, 2012/12/12, p. 24
- Béda, Claude, "Villeneuve vibre au son des cors et des tambours", 24 Heures, 2012/07/24, p. 19
- Felley, Eric, "Et si...", Le Temps, 2001/07/06.